# 창원 대광사 대방광불화엄경소초
창원 대광사 대방광불화엄경소초(昌原 大廣寺 大方廣佛華嚴經疏鈔)은 대한민국 경상남도 창원시 진해구 진해대로 303, 대광사에 있는 책이다. 2015년 10월 29일 경상남도의 문화재자료 제609호로 지정되었다.

## 개요
｢대방광불화엄경소초(大方廣佛華嚴經疏鈔)｣는 중국 화엄종의 제4조(祖)인 징관(澄觀)의 대표적인 화엄경 주석서이다. 표지서명(表紙書名)은 ‘華嚴經’으로 확인된다. 권수제(卷首題)는 ‘대방광불화엄경소초(大方廣佛華嚴經疏鈔)이며, 판심제(版心題)는 ‘화엄경소초(華嚴經疏鈔)’로 확인된다.
제책(製冊)의 형태는 오침안선장본(五針眼線裝本)으로 되어 있다. 판식(版式)은 사주쌍변(四周雙變)에, 반곽(半郭)의 크기는 세로21.5cm에 가로14.6cm이며, 계선이 있고(有界), 10행(行) 20자(字)로 배열되어 있다.
이 책은 16권(卷1之1~2, 卷1之3~4, 卷3, 13, 21, 34, 37, 38, 52, 58~59, 60, 61~62, 67~68) 13책으로, 1761년이라는 명확한 간행 기록(刊記)을 알 수 있고, 본문의 인출 및 보관상태가 양호한 책이다.
임진왜란(1592)이후에 간행된 것이지만, 화엄경의 주석서로 중요한 자료적 가치를 지니고 있다.

## 참고 자료
- 창원 대광사 대방광불화엄경소초 - 국가유산청 국가유산포털